# Stylocordylidae
Stylocordylidae är en familj av svampdjur som beskrevs av Topsent 1928. Stylocordylidae ingår i ordningen Hadromerida, klassen horn- och kiselsvampar, fylumet svampdjur och riket djur. Enligt Catalogue of Life omfattar familjen Stylocordylidae 7 arter. 
Kladogram enligt Catalogue of Life och Dyntaxa:
| Stylocordylidae | \| \| Microcordyla \| \| \| \| \| \| Stylocordyla \| \| \| \| |
|                 | \| \| Microcordyla \| \| \| \| \| \| Stylocordyla \| \| \| \| |
|                 | Acanthochaetetidae                                            |
|                 |                                                               |
|                 | Alectonidae                                                   |
|                 |                                                               |
|                 | Chondrillidae                                                 |
|                 |                                                               |
|                 | Clionaidae                                                    |
|                 |                                                               |
|                 | Hemiasterellidae                                              |
|                 |                                                               |
|                 | Placospongiidae                                               |
|                 |                                                               |
|                 | Polymastiidae                                                 |
|                 |                                                               |
|                 | Spirastrellidae                                               |
|                 |                                                               |
|                 | Suberitidae                                                   |
|                 |                                                               |
|                 | Tethyidae                                                     |
|                 |                                                               |
|                 | Clionidae                                                     |
|                 |                                                               |
|                 | Timeidae                                                      |
|                 |                                                               |
|                 | Trachycladidae                                                |
|                 |                                                               |
|                 | Microcordyla                                                  |
|                 |                                                               |
|                 | Stylocordyla                                                  |
|                 |                                                               |

|  | Microcordyla |
|  |              |
|  | Stylocordyla |
|  |              |